# 1965 en hockey sur glace
Cette page présente les éléments de hockey sur glace de l'année 1965, que ce soit d'un point de vue rencontres internationales ou championnats nationaux. Les grandes dates des différentes compétitions sont données ainsi que les décès de personnalités du hockey mondial.

## International

### Championnats du monde
- 4 mars  : début du 32e championnat du monde, organisé à Tampere en Finlande.
- 11 mars : la Tchécoslovaquie prend une option sur la seconde place en battant 8 à 0 le Canada.
- 12 mars : la Pologne remporte le tournoi B et est promue dans le groupe A.
- 14 mars : avec sept victoires en sept matchs, l'URSS remporte sa 3e médaille d'or consécutive[1].

## Autres Évènements

### Décès
- Le 30 mai, décès à l'âge de 28 ans de Murray Balfour, vainqueur de la Coupe Stanley avec les Black Hawks de Chicago en 1961.